# Polje Ozaljsko
Polje Ozaljsko – wieś w Chorwacji, w żupanii karlowackiej, w mieście Ozalj. W 2011 roku liczyła 267 mieszkańców.